# Trychosis yezoensis
Trychosis yezoensis är en stekelart som först beskrevs av Tohru Uchida 1930.  Trychosis yezoensis ingår i släktet Trychosis och familjen brokparasitsteklar. Inga underarter finns listade i Catalogue of Life.